# Ruffus
I Ruffus (originariamente chiamati Claire's Birthday) sono stati un gruppo musicale estone attivo dal 1997 al 2003.
Il gruppo ha partecipato all'Eurovision Song Contest 2003 in rappresentanza dell'Estonia con il brano Eighties Coming Back.

## Formazione
- Vaiko Eplik - voce
- Jaan Pehk - chitarra
- Ivo Etti - basso
- Margus Tohver - batteria
- Siim Mäesalu - tastiere